# Terenzbühne
Die Terenzbühne ist eine Bühnenform des Humanismus im 14. Jahrhundert, die den als idealisiert betrachteten Bühnenaufbau der klassischen Antike nach dem Vorbild des Komödiendichters Terenz aufgriff. Sie sollte wie im frühlateinischen Theater die Einheit des Handlungsortes zeigen, nicht wie die mittelalterliche Simultanbühne mehrere Schauplätze. Dazu bestand sie aus einem flachen Podium, an dessen Rückwand Häuserfassaden angedeutet wurden, deren Konstruktion aus Säulen mit dazwischen aufgehängten Vorhängen die Hauseingänge symbolisierten; diese Vorhänge waren teilweise mit Inschriften versehen und konnten auch den Blick auf einen dahinter liegenden zweiten Schauplatz im Hausinneren freigeben. Wegen der Ähnlichkeit mit Badekabinen wird die Terenzbühne darum auch als Badezellenbühne bezeichnet.
Die heutige Kenntnis vom Gebrauch der Terenzbühne ist nicht vollständig gesichert, so zeigen Illustrationen in Terenz-Ausgaben des 15. Jahrhunderts unterschiedliche Bühnenaufbauten. Ebenso unklar ist die Annahme, das deutsche Schuldrama des 16. Jahrhunderts habe die Aufführungsform genutzt, da viele Texte einen häufigen Wechsel des Spielorts vorsehen. Es existieren jedoch auch aus dieser Zeit Illustrationen, die auf die Verwendung der Terenzbühne schließen lassen.